# بيتا (أرتا)
بيتا (Πέτα) هي مدينة في أرتا في مقاطعة كينتريكي إلادا في اليونان.